# ミッチャー (ミサイル駆逐艦)
|          | |
| 艦歴     | |
| 発注     | 1988年12月13日                                                                                             |
| 起工     | 1992年2月12日                                                                                              |
| 進水     | 1993年5月7日                                                                                               |
| 就役     | 1994年12月10日                                                                                             |
| 退役     | |
| その後   | 就役中 |
| 要目     | |
| 排水量   | 満載: 8,362 トン                                                                                           |
| 全長     | 153.9 m (505 ft)                                                                                           |
| 全幅     | 20.1 m (66 ft)                                                                                             |
| 吃水     | 9.4 m (31 ft)                                                                                              |
| 機関     | COGAG方式                                                                                                  |
| 機関     | LM 2500-30ガスタービンエンジン (27,000shp) ×4基                                                            |
| 機関     | 可変ピッチプロペラ（5翅）×2軸                                                                              |
| 最大速   | 31ノット                                                                                                   |
| 航続距離 | 4,400 海里（20ノット時）                                                                                   |
| 乗員     | 士官、兵員 337名                                                                                           |
| 兵装     | Mk.45 mod.2 5インチ単装砲 ×1基                                                                             |
| 兵装     | Mk.38 25mm単装機関砲 ×2基                                                                                  |
| 兵装     | Mk.15 20mmCIWS×2基                                                                                         |
| 兵装     | M2 12.7mm機銃 ×4挺                                                                                         |
| 兵装     | Mk.41 mod.2 VLS ×90セル - SM-2MR/ER SAM - SM-3 ABM - ESSM 短SAM - VLA SUM - トマホーク SLCM などを発射可能 |
| 兵装     | ハープーンSSM 4連装発射筒×2基                                                                              |
| 兵装     | Mk.32 3連装短魚雷発射管×2基                                                                                |
| 艦載機   | ヘリコプター甲板のみ, 格納庫なし                                                                           |
| C4ISTAR  | AWS B/L 5 (Mk.99 GMFCS×3基)                                                                                |
| C4ISTAR  | AN/SQQ-89                                                                                                  |
| センサ   | AN/SPY-1D 多機能レーダー×4面                                                                               |
| センサ   | AN/SPS-67 対水上レーダー×1基                                                                               |
| センサ   | AN/SQS-53C艦首装備ソナー                                                                                   |
| センサ   | AN/SQR-19 曳航ソナー                                                                                       |
| 電子戦   | AN/SLQ-32(V)2 ESM装置                                                                                      |
| 電子戦   | Mk.36 mod.12 デコイ発射装置                                                                                |
| モットー | Seize the Day                                                                                              |

ミッチャー (英語: USS Mitscher, DDG-57) は、アメリカ海軍のミサイル駆逐艦。アーレイ・バーク級ミサイル駆逐艦の7番艦。艦名はマーク・ミッチャー提督に因む。その名を持つ艦としては2隻目。ミシシッピ州パスカグーラのインガルス造船所で建造された。

## 艦歴
ミッチャーはエリザベス・ファーガソン夫人によって命名され、1994年12月10日に就役した。12月後半に母港をバージニア州ノーフォークに移し、その後三度の地中海への配備とカリブ海での多くの訓練演習に参加した。
2001年にミッチャーは原子力空母ハリー・S・トルーマンを中心とした空母戦闘グループに加わって展開した。この配備中にミッチャーはアルジェを訪れ、アルジェリア海軍との訓練演習を行った。